# Koral (telewizor)

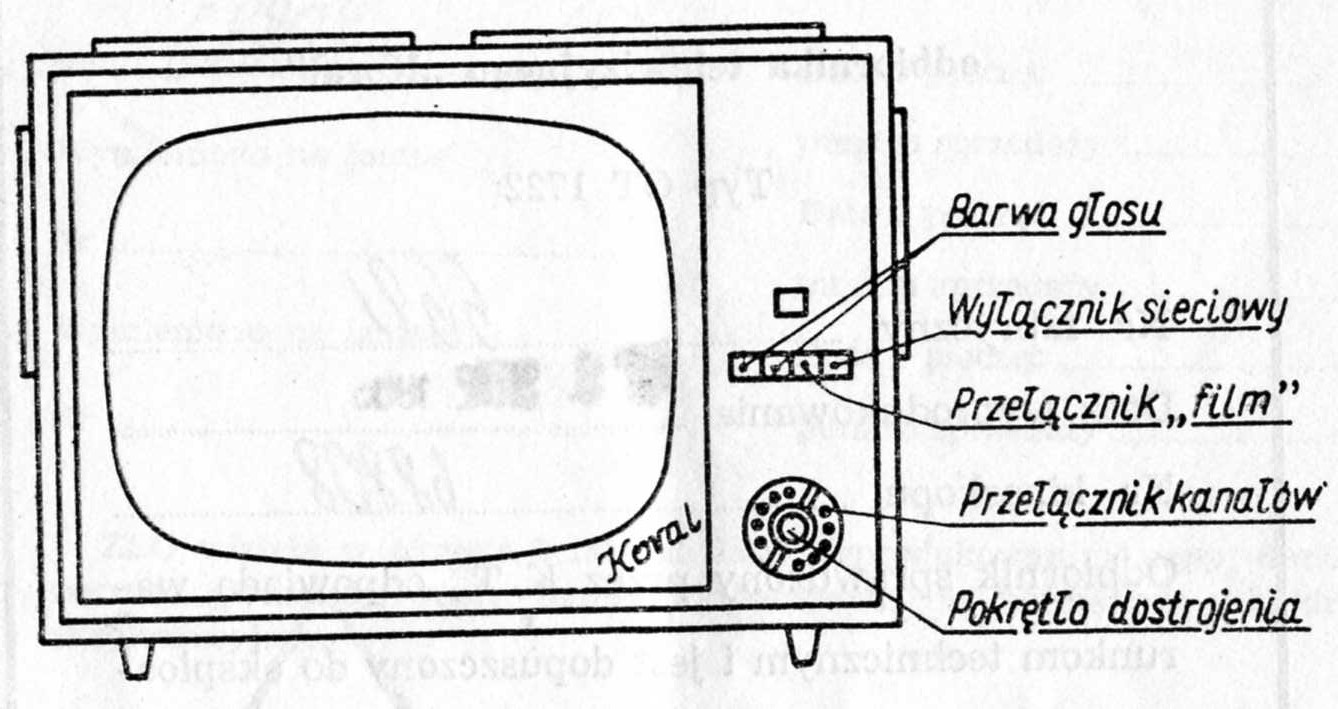
Rozmieszczenie na ścianie czołowej przycisków i pokrętła regulacji

Koral OT 1722 – całkowicie polski czarno-biały odbiornik telewizyjny produkowany przez Warszawskie Zakłady Telewizyjne (WZT), w latach 60. XX wieku.

## Charakterystyka odbiornika
Odbiornik telewizyjny Koral był dwunastokanałowym, superheterodynowym odbiornikiem w standardzie OIRT. Wyposażony został w 17-calowy kineskop z kątem odchylana 110°. Był przystosowany do zasilania z sieci prądu zmiennego 220 V 50 Hz. Pobór mocy z sieci podczas odbioru programu wynosił ok. 190 W.
Odbiornik został także wyposażony w przyciski zmiany barwy dźwięku MOWA/MUZYKA i przełącznik FILM zwiększający wyrazistość obrazu.

## Dane techniczne
- Zasilanie:
  - sieć prądu zmiennego 220 V 50 Hz
  - pobór prądu ok. 190 W
  - bezpieczniki: 0,2 A i 1,5 A
- Czułość:
  - toru wizji ok. 110 μV
  - toru fonii ok. 100 μV
- Częstotliwości:
  - pośrednia wizji 38 MHz
  - pośrednia fonii 31,5 MHz
- Przekątna ekranu: 17 cali
- Masa odbiornika: ok. 25 kg